# 法國郵政博物館
法國郵政博物館（法語：Musée de La Poste）是一座由法國郵政運營的博物館，主要收藏有關法國郵政歷史和集郵有關的展覽品。博物館開幕於1946年。法國郵政博物館包括兩個展區，分別位於巴黎第六區和巴黎第十五區。博物館經常舉辦特展。
邮政博物馆是一个展示、保护和传播邮政遗产的地方。它介绍了法国邮政的书写、历史和文化。邮政博物馆的藏品讲述了的故事，不仅是一个公司的故事，也是法国人民生活变革的记载。博物馆在1000多平方米的场地上保存和展示了历史、艺术、集邮和科学遗产，其藏品种类繁多，包括最早的邮局线路图、邮差制服、艺术家的模型、邮票、大众物品，最后还有大量的邮件艺术和邮政艺术收藏。游客可以在蒙帕纳斯-比安弗尼站下车到达博物馆。

## 建筑
邮政博物馆目前的建筑于1973年落成，由罗马大奖得主建筑师安德烈-沙特林（André Chatelin）设计。它的设计起源于现代运动的粗野主义建筑运动的一部分。
外墙装饰着由雕塑家罗伯特-尤文（Robert Juvin）创作的浮雕板，这些浮雕板是用白色水泥和卢瓦尔河沙子和石英的骨料制成的模制混凝土。这些板块让人联想到以非常大的规模表现的凹版印章的雕刻。
在2015-2019年的翻新工程中，邮政博物馆的立面得到了保护和修复，在2021年被授予 "了不起的当代建筑 "标签。

## 藏品
邮政博物馆是法国、安道尔和海外领土地区邮票生产档案拥有者和管理者，包括法国南方和南极地区（TAAF）发行的邮票，代表国家对于邮票管理的权威。
博物馆拥有1,267,000件藏品，包括100多万件集邮品--草图、模型、冲头和邮票，200,000多张图片，37,000件说明法国邮局的历史和职业的作品和物品，从中世纪到现在，30,000件印刷品，800本杂志以及邮件艺术和当代艺术收藏。